# Болат-хан
Болат-хан (Булат-хан) — хан Казахского ханства (1718—1729), сын Тауке-хана.

## Биография
В 1718 году после смерти Кайып-хана новым ханом Казахского ханства был избран Болат, один из сыновей покойного Тауке-хана.
В начале XVIII века произошел окончательный распад Казахского ханства на три отдельных княжества (Старший, Средний и Младший жузы). Часть родов Младшего и Среднего жуза избрала своим ханом Абулхаира. В Ташкенте ханом Старшего жуза был провозглашен Жолбарыс-хан, а часть родов Среднего жуза избрала ханом Самеке. Жузы был разделены, вели свою самостоятельную и независимую политику.
В правление Болат-хана Казахское ханство испытало «годы великого бедствия» — «актабан шубырынды». Джунгарский хунтайджи Цэван-Рабдан, воспользовавшись распадом Казахского ханства, активизировал захватнические походы на казахские кочевья. В 1723 году джунгарская армия через горы Кара-Тау вторглась на юг Казахстана в долину реки Талас. Казахи в это время не ждали нападения, они готовились к откочевке с зимних пастбищ. Почти все казахское население здесь было перебито, а оставшиеся в живых вынуждены были бежать. Разрозненные казахские племена стали отходить на запад, племена Старшего жуза отошли через Ходжент на юг, отчасти покорившись захватчикам, племена Среднего жуза — к Самарканду и Бухаре, часть в Сарыарку, отводя свои кочевья до рек Ори и Уя, где они потеснили башкирские племена. Младший жуз отступил в Хиву и Поволжье. В 1724—1725 годах джунгары захватили и разграбили города Ташкент и Туркестан.
Из-за слабости ханской власти другие лидеры взяли на себя организацию сопротивления захватчикам. В местности Ордабасы, вблизи реки Бадам, произошел совет племен трёх казахских жузов. На нём присутствовали ханы Абулхаир из Младшего жуза, Абилмамбет и Самеке из Среднего жуза, Кушик и Жолбарыс из Старшего жуза, а также и крупные и влиятельные казахские бии трёх жузов. Казахские лидеры решили объединить свои силы для отражения вражеского нашествия. Главнокомандующим казахского ополчения был избран хан Младшего жуза Абулхаир. Видную роль в организации ополчения сыграли батыры Букенбай, Тайлак и Санрык.
В 1728 году казахские отряды в районе озера Чубар-Тенгиз, на берегу реки Буланты, нанесли тяжелое поражение джунгарской армии. В декабре 1729 года или январе 1730 года в югу от озера Балхаш в местности Анракай произошла последняя крупная битва. Джунгары потерпели новое поражение и на время приостановили своё наступление на казахские кочевья.
В том же 1729 году после смерти Болат-хана началась борьба за казахский престол между его сыном Абилмамбетом, Самеке-ханом и Абулхаир-ханом.